# NGC 957
NGC 957 je otvoreni skup u zviježđu Perzeju.

## Vanjske poveznice
- SEDS: NGC 957